# Jacques de Romas
Jacques de Romas (* 13. Oktober 1713 in Nérac; † 21. Januar 1776 ebenda) war ein französischer Physiker.

## Leben
Er war Strafverfolger und Beisitzer des Présidial von Nérac. Er beschäftigte sich neben dem Beruf mit einem allumfassenden Studium der Naturwissenschaften.
Er wurde für physikalische Experimente während Gewittern bekannt und erkannte 1750 den Zusammenhang zwischen Blitzen und Elektrizität, namentlich im Zusammenhang mit einem Blitzschlag, der das Schloss Tampouy traf. Im selben Jahr erfand er ein Gerät, welches sein Wegbegleiter François de Vivens (1697–1780) aus Clairac Brontomètre (griechisch βρέμω: Donner) nannte. Mit dem Brontometer sollten sich atmosphärische Spannungen messen lassen. Ebenfalls 1750 publizierte auch sein Landsmann Denis Barbaret, wie Romas ein Mitglied der Akademie Bordeaux, über diese Zusammenhänge.

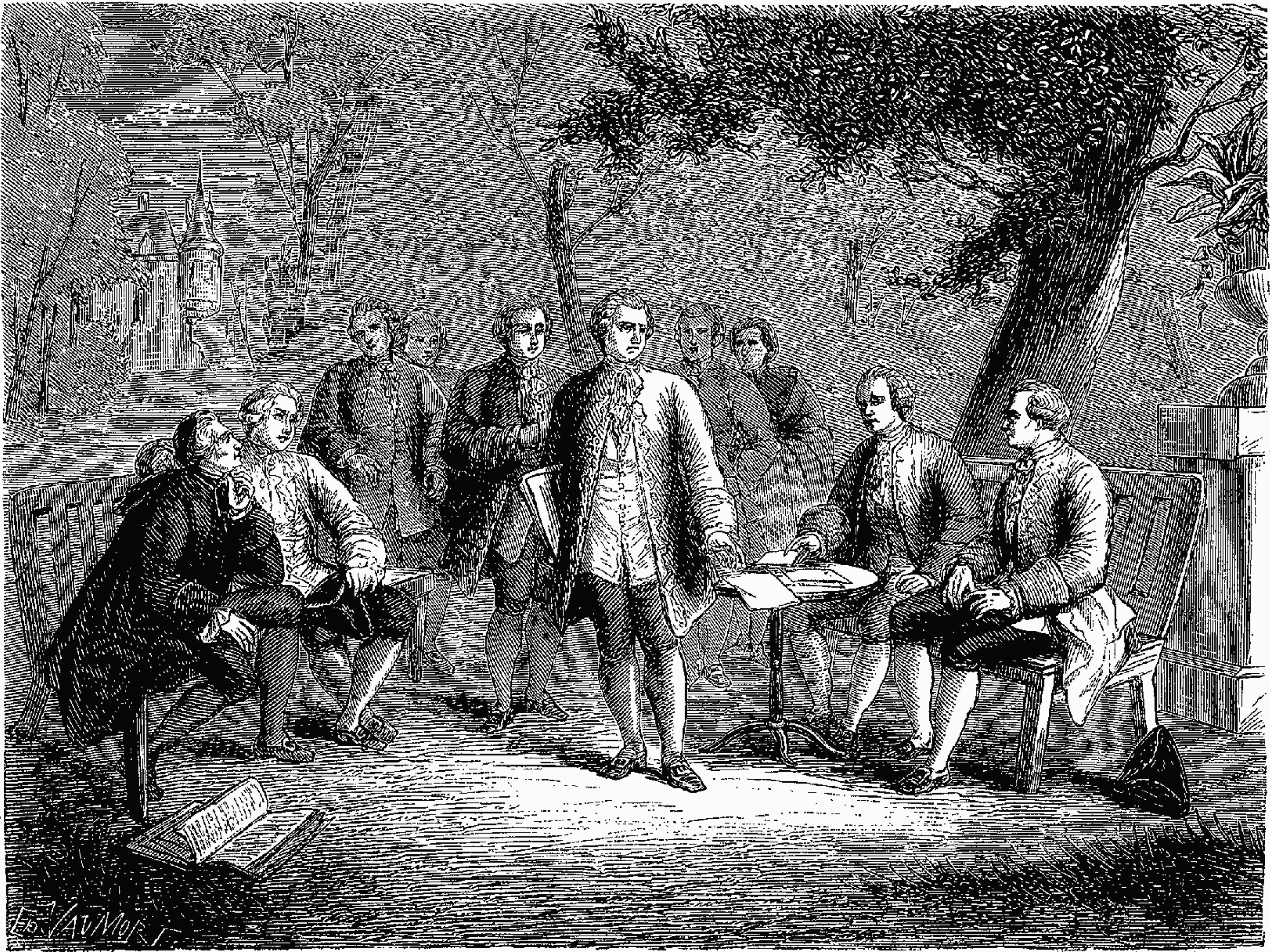
T1- d539 - Fig. 270. — Le cénacle scientifique du château de Clairac ; Montesquieu et le Baron de Secondat, son fils, le chevalier de Vivens, Romas et les frères Dutilh

Später führte er ein ähnliches Experiment durch wie das, welches Benjamin Franklin bereits im Jahr 1750 in einem Schriftwechsel mit Peter Collinson postuliert hatte: Mit einem an einer drahtumwickelten Leine aufgestiegenen Drachen im Gewitter demonstrierte Romas die elektrische Natur des Blitzes; bei dem Experiment sollen zehn Fuß lange Funken geflogen sein und Explosionen beobachtet worden sein. Er berichtete, dass ihm bei einer Wiederholung des Experiments vor großem Publikum schwere Stromstäße versetzt wurden, die deutlich heftiger waren als alle, die er bislang bei Experimenten mit Leidener Flaschen erlebt hatte. Deshalb führte er spätere Experimente nur noch mit separat geerdeten Leitern und an Glasstäben geführten Drachen durch.
Am 12. Juli 1752 schrieb er an die Akademie von Bordeaux mit einem ersten Bericht über seine Erfahrung mit einem geerdeten Stab während Gewittern, die erste Demonstration in Nérac soll dann am 14. Mai 1753 stattgefunden haben, jedoch nur von Ansässigen beobachtet worden sein. Andere Angaben berichten von seinem ersten öffentlichen Experiment am 7. Juni 1753 auf einer Straße nahe Nérac. Es gibt jedoch unterschiedliche Angaben darüber, wann er welches Experiment durchführte, so berichtet das Lexikon von Chassang lapidar von „nach 1757“. Bekannt ist auch, dass er später in den 1750er Jahren einige Blitzableiter in der Region installierte.
Anders als viele Intellektuelle seiner Zeit war der Amateurphysiker nicht sehr reisefreudig und hielt sich zeitlebens bevorzugt in seiner Heimatregion auf, der Gascogne. Er weilte jedoch im Jahr 1764 in Paris, als er dort in Anerkennung seiner Experimente mit dem „elektrisierten Drachen“ in die Académie des sciences aufgenommen wurde. Zuvor hatte er sich verteidigen müssen, lediglich Franklins Idee ausgeführt zu haben; eine eigens eingesetzte Kommission erkannte jedoch nach Studium seiner Aufzeichnungen an, dass er das Drachenexperiment unabhängig von Franklin erfunden habe.
1911 wurde ihm zu Ehren eine 300 kg schwere Bronzestatue in Nérac errichtet, die Staatspräsident Armand Fallières persönlich einweihte. Sie wurde 1942 während des Vichy-Regimes von den deutschen Besatzern eingeschmolzen und erst am 13. Februar 2010 als Replik erneut aufgestellt. Auch eine Schule in Nérac sowie mehrere Straßen in der Region tragen seinen Namen.